# Єскішуський сільський округ
Єскішу́ський сільський округ (каз. Ескішу ауылдық округі, рос. Ескишуский сельский округ) — адміністративна одиниця у складі Шуського району Жамбильської області Казахстану. Адміністративний центр — село Бельбасар.
Населення — 3169 осіб (2021; 3409 у 2009, 3449 у 1999, 3915 у 1989).
Станом на 1989 рік існувала Єскічуйська сільська рада (села Бельбасар, Єнбекші, селище Тасоткель). 1997 року до складу округу приєднано ліквідовані Бірлікустемську сільську адміністрацію та Новопутську сільську адміністрацію. 2001 року відновлено Бірлікустемський сільський округ, 2005 року — Жанажольський сільський округ.

## Склад
До складу округу входять такі населені пункти:
| Населений пункт | Старі назви | Населення, осіб (1989) | Населення, осіб (1999) | Населення, осіб (2009) | Населення, осіб (2021) |
| --------------- | ----------- | ---------------------- | ---------------------- | ---------------------- | ---------------------- |
| Бельбасар, село | -           | 2612                   | 2381                   | 2473                   | 2370                   |
| Єнбекші, село   | -           | 690                    | 702                    | 648                    | 599                    |
| Тасоткель, село | -           | 613                    | 366                    | 288                    | 200                    |